# HMC Den Bosch
HMC Den Bosch is een schaakvereniging uit Hintham.

## Geschiedenis
De schaakvereniging is in 1966 ontstaan door een fusie van de verenigingen Hertogstad en Max Euwe. HMC is een afkorting van Hertogstad Max Euwe Combinatie. Als oprichtingsdatum wordt 25 november 1937 gehanteerd, de oprichtingsdatum van de oudste vereniging, Hertogstad. De vereniging speelt de externe wedstrijden onder de naam HMC Calder, naar de hoofdsponsor.
HMC Den Bosch heeft drie teams in de KNSB-competitie. Het eerste team van HMC Den Bosch speelt sinds 2004 in de Meesterklasse. Een jaar later werden ze derde, waardoor HMC Den Bosch zich kwalificeerde voor de Europa Cup voor schaakteams. Het tweede team speelt in de Eerste Klasse (KNSB), het derde team in de Derde Klasse (KNSB). De overige teams spelen in de NBSB-competitie.
In 2012, 2013 en 2015 werd HMC Den Bosch Nederlands Kampioen Schaakvoetbal.
Bekende leden van de vereniging zijn Benjamin Bok, Twan Burg en Jasper Broekmeulen.